# Kuzminec Miljanski
Kuzminec Miljanski – wieś w Chorwacji, w żupanii krapińsko-zagorskiej, w gminie Zagorska Sela. W 2011 roku liczyła 29 mieszkańców.